# Grad Howard
Grad Howard je mogočna palača v severnem Yorkshiru v Angliji, znotraj civilne župnije Henderskelfe, ki je 24 km severno od Yorka. Je zasebna rezidenca in že več kot 300 let dom veje družine Howard Carlisle. Grad Howard ni utrjena struktura, vendar se izraz grad včasih uporablja v imenu angleške podeželske hiše, ki je bila zgrajena na mestu nekdanjega gradu.
Hiša je televizijskemu in filmskemu občinstvu znana kot izmišljena Brideshead, tako v priredbi Brideshead Revisited Evelyn Waugh iz leta 1981, ki jo je izdala Granada Television, kot v dvourni priredbi za kinematografe iz leta 2008.

## Zgodovina
Leta 1577 se je tretji sin 4. vojvode Norfolškega, lord William Howard, poročil s svojo polsestro Elizabeth Dacre, najmlajšo hčerko 4. barona Dacreja. S seboj je prinesla obsežni posesti Henderskelfe v Yorkshiru in grad Naworth v Cumberlandu.
Grad Howard je dal zgraditi 3. grof Carlisle, ki je bil potomec Lorda Williama Howarda po moški liniji. Izbrano mesto je bilo del posestva Henderskelfe. Ustvarjanje gradu Howard se je začelo leta 1699 z začetkom oblikovalskega dela Johna Vanbrugha. Dokončana je bila z okrasitvijo Dolge galerije leta 1811.
Hiša je obkrožena z velikim posestvom, ki je v času 7. grofa Carlisla obsegalo več kot 5300 ha in je vključevalo vasi Welburn, Bulmer, Slingsby, Terrington in Coneysthorpe. Posestvo je od leta 1845 do 1950-ih oskrbovalo z lastno železniško postajo, postajo Castle Howard.
Lady Dorothy Georgiana Howard, hči 9. grofa in »radikalne grofice« Carlisle, je med obiskovanjem kolidža Girton v zgodnji edvardijanski dobi spoprijateljila s šestimi svojimi kolegi študenti, vključno z bodočo arheologinjo Giselo Richter in bodočo kandidatko za rimskokatoliško svetnico Anno Abrikosova. Lady Dorothy je vseh šest povabila na grad Howard kot goste med počitnicami.
Po smrti 9. grofa leta 1911 je grad Howard podedoval njegov peti sin Geoffrey Howard, poznejši grofi pa so imeli grad Naworth kot svojo severno podeželsko hišo. Henry 'Chips' Channon, pisec dnevnika in bodoči konservativni poslanec, je avgusta 1923 obiskal grad Howard in v svojem dnevniku zapisal, da je »hiša skrajno neudobna in slabo vzdrževana«. Povsod so znaki propadajoče veličastnosti.« Channon je dodal, da galerije spominjajo na Vatikan s svojimi stotinami doprsnih kipov in kipov cesarjev in bogov. Velika knjižnica je ogromna ozka rdeča soba v dolžini hiše in je obešena z dovolj slik za ustanovitev muzeja.
Leta 1952 je grad Howard odprl za javnost njegov takratni lastnik, Lord Howard iz Henderskelfeja, mlajši sin Geoffreyja Howarda. Zdaj je v lasti družinskega podjetja Howard, Castle Howard Estate Limited, upravlja pa ga Hon. Nicholas Howard (drugi sin lorda Howarda iz Henderskelfeja) in njegova žena Victoria.

## Opis
Tretji grof Carlisle je najprej govoril z Williamom Talmanom, vodilnim arhitektom, vendar je naročil Vanbrughu, sočlanu kluba Kit-Cat, da načrtuje stavbo. Grad Howard je bil prvi vpad tega gospoda-diletanta v arhitekturo, vendar mu je pomagal Nicholas Hawksmoor.
Vanbrughova zasnova se je razvila v baročno strukturo z dvema simetričnima kriloma, ki štrlita na obe strani osi sever–jug. Kronasta osrednja kupola je bila dodana zasnovi v pozni fazi, po začetku gradnje. Gradnja se je začela na vzhodnem delu, z vzhodnim krilom, zgrajenim od 1701 do 1703, vzhodnim delom vrtne fasade od 1701 do 1706, Centralnim blokom (vključno s kupolo) od 1703 do 1706 in zahodnim delom vrtne fasade od 1707 do 1709. Vsi so razkošno okrašeni v baročnem slogu, s kronami, kerubi, žarami itd, z rimskimi dorskimi pilastri na severni sprednji strani in korintskimi na južni strani. Veliko notranjosti je okrasil Giovanni Antonio Pellegrini.
Grof je nato usmeril svojo energijo na okoliški vrt in posestvo. Čeprav je celotna zasnova prikazana v tretjem zvezku Vitruvija Britannika Colena Campbella, objavljenem leta 1725, se zahodno krilo še ni začelo graditi, ko je Vanbrugh leta 1726 umrl, kljub njegovim pripombam pri grofu. Hiša je ob smrti 3. grofa leta 1738 ostala nedokončana, vendar se je preostala gradnja končno začela po navodilih 4. grofa.
Vanbrughova zasnova ni bila dokončana: zahodno krilo je bilo zgrajeno v paladijskem slogu, ki je bil v nasprotju z zasnovo tretjega grofovega zeta, sira Thomasa Robinsona. Novo krilo je ob smrti 4. grofa leta 1758 ostalo nedokončano, brez prvega nadstropja ali strehe. Čeprav je bila dodana streha, je notranjost po smrti Robinsona leta 1777 ostala neokrašena. Sobe so dokončali postopoma čez naslednjih desetletjih, vendar je bila celota dokončana šele leta 1811 pod vodstvom Charlesa Heathcota Tathama.
Velik del hiše je uničil požar, ki je izbruhnil 9. novembra 1940. Kupola, osrednja dvorana, jedilnica in svečani prostori na vzhodni strani so bili popolnoma uničeni. Stropna dekoracija Antonia Pellegrinija, Faetonov padec, je bila izgubljena, ko se je zrušila kupola. Skupaj je bilo izgubljenih dvajset slik (vključno z dvema Tintorettoma) in več dragocenih ogledal. Gasilski brigadi Malton in York sta potrebovali osem ur, da sta požar ukrotili.
Nekatere opustošene prostore so v naslednjih desetletjih obnovili. V letih 1960–61 so kupolo obnovili in v naslednjih nekaj letih so na spodnji strani kupole poustvarili Pellegrinijev Padec Faetona. Vzhodno krilo ostaja lupina, čeprav je bila na novo prekrita.
Leta 2009 je bil pod grajskim jezerom nameščen podvodni sistem za rekuperacijo toplote iz zemlje, ki je prepolovil račun za ogrevanje..
Po podatkih, ki jih je objavilo Združenje vodilnih znamenitosti za obiskovalce, je leta 2019 grad Howard obiskalo več kot 269.000 ljudi.
Leta 2023 je velika britanska zvezda Bake Off Freya Cox sodelovala z glavnim kuharjem Nathanom Richardsonom-Kellyjem pri ustvarjanju treh sezonskih veganskih tort za grajsko kavarno in kavarno Courtyard. Prva torta, ki je bila predstavljena januarja, je veganski Schwarzwald Gateau. Načrtovane so bile tudi torte za pomlad in jesen, ki bodo objavljene kasneje v letu.

## Vrtovi
Grad Howard ima obsežne in raznolike vrtove. Takoj za (tj. na južni strani) hiše je velik formalen vrt. Hiša je vidno postavljena na slemenu in to je bilo izkoriščeno pri razvoju angleškega krajinskega parka, ki meji na formalni vrt in se odpira iz njega. Vrtovi so I. stopnje uvrščeni v nacionalni register zgodovinskih parkov in vrtov.
Dve veliki vrtni stavbi sta postavljeni v to pokrajino: tempelj štirih vetrov na koncu vrta in mavzolej v parku. Na obeh straneh hiše je jezero. Takoj vzhodno od hiše je gozdni vrt Ray Wood (prej Wray Wood) in obzidan vrt, ki vsebuje okrasne vrtnice in cvetlične vrtove. Zidovi Ray Wooda so iz 18. stoletja in so bili obnovljeni leta 2007.
Nadaljnje stavbe zunaj ohranjenih vrtov vključujejo piramido Nicholasa Hawksmoorja, obnovljeno leta 2015, obelisk ter več neumnosti in zanimivosti v obliki utrdb, ki so bile obnovljene v zadnjih letih. V bližnjem Pretty Woodu sta še dva spomenika, Štirje obrazi in manjša piramida Hawksmoorja.
Na posestvu, vendar deluje ločeno od hiše in vrtov in ga vodi popolnoma neodvisen dobrodelni sklad, je 51 ha Yorkshire Arboretum.